# Atmore
Atmore es una ciudad ubicada en el condado de Escambia en el estado estadounidense de Alabama. En el censo de 2000, su población era de 7676.

## Demografía
En el 2000 la renta per cápita promedia del hogar era de $22,867, y el ingreso promedio para una familia era de $29,813. El ingreso per cápita para la localidad era de $13,734. Los hombres tenían un ingreso per cápita de $28,114 contra $19,594 para las mujeres.

## Geografía
Atmore se encuentra ubicada en las coordenadas 31°1′23″N 87°29′31″O / 31.02306, -87.49194 (31.023183, -87.492067).
Según la Oficina del Censo de los EE. UU., la ciudad tiene un área total de 8.35 millas cuadradas (21.63 km²).